# قانون بريريال

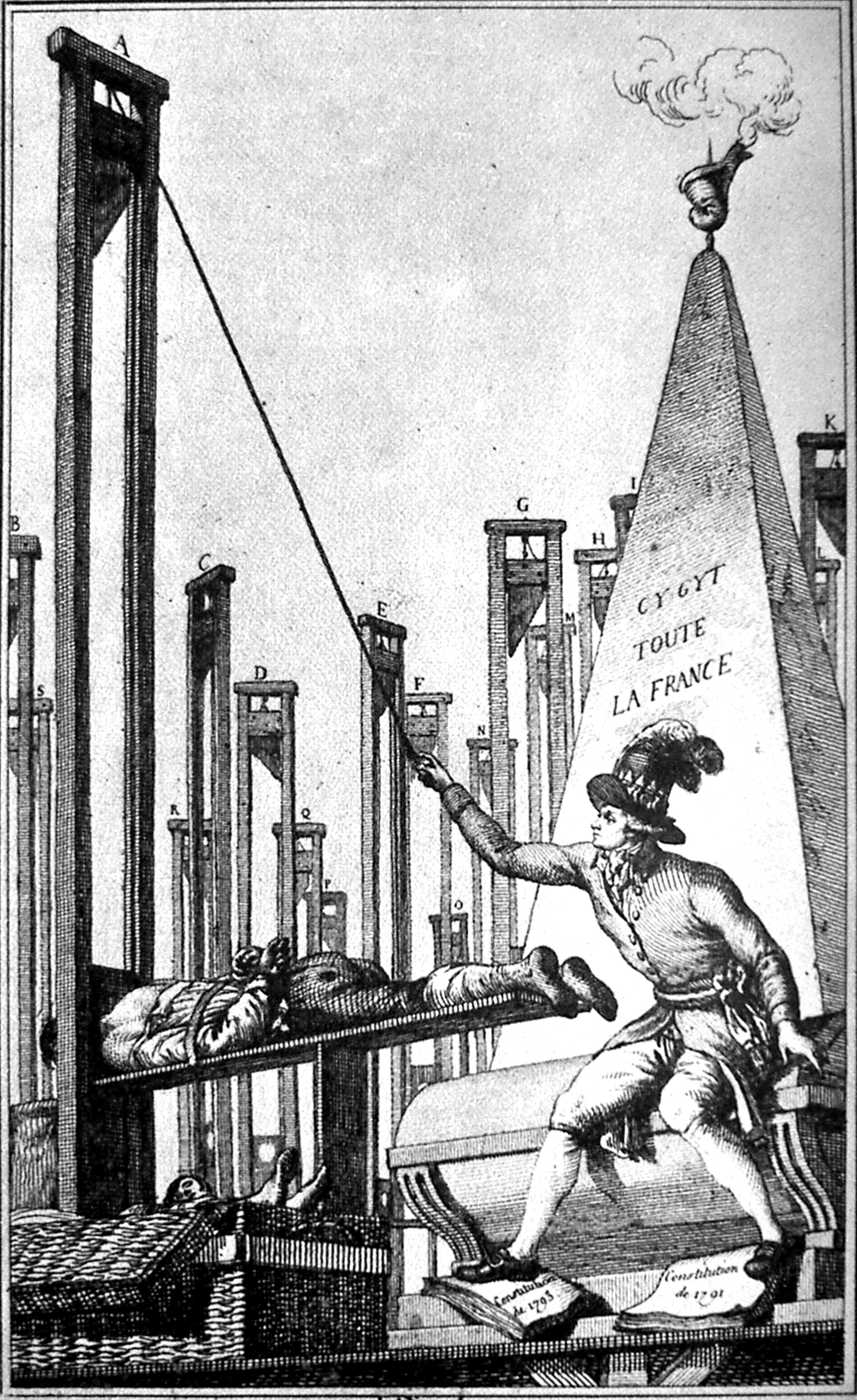
رسم كاريكاتوري معاصر يظهر روبسبير وهو يعدم الجلاد. يحمل النصب التذكاري الموجود في الخلفية نقشًا "هنا تكمن فرنسا كلها"

قانون بريريال أو  قانون 22  باريريال أو قانون عهد الارهاب (بالفرنسية:Loi de Prairial) صدر في 10 يونيو 1794 (22 برايريال للعام الثاني وفقًا للتقويم الجمهوري الفرنسي). أُقتِرح من قبل جورج أوغست كوثون ولكن يبدو أنه كُتب بواسطة ماكسيميليان روبسبير وفقًا للوران لوكونتر. قامت لجنة السلامة العامة باستخدام هذا القانون بتبسيط العملية القضائية إلى توجيه الاتهام والمحاكمة. 

## خلفية
كان السبب المباشر لتطبيق قانون بريبيري هي محاولات اغتيال جان ماري كولوت ديهربوا في 23 مايو وماكسيميليان روبسبير في 25 مايو. قال جورج كوثون عند تقديم المرسوم الذي صاغه إلى المؤتمر، إن الجرائم السياسية كانت أسوأ بكثير من الجرائم العادية لأنه في الجرائم العادية "يُجرح الأفراد فقط" بينما في الأولى " يصبح وجود المجتمع الحر مهدد". وفي ظل هذه الظروف، فإن "التساهل عمل فظيع... والرأفة قاتلة". وكان هذا القانون امتدادًا لمركزية وتنظيم الإرهاب، وذلك في أعقاب المرسومين الصادرين في 16 أبريل و8 مايو اللذين أوقفا عمل محكمة الثورة في المحافظات وعرض جميع القضايا السياسية على المحاكمة في العاصمة. وكانت نتيجة هذه القوانين أن بحلول يونيو 1794، كانت باريس مليئة بالمشتبه بهم الذين ينتظرون المحاكمة. أفيد في 29 أبريل أن سجون باريس الأربعين تضم 6921 سجينًا. وبحلول 11 يونيو، ارتفع هذا العدد إلى 7321، وبحلول 28 يوليو إلى 7800.
لا يمكن لأي محكمة ثورية أن تعمل بالسرعة الكافية لمنع سفينة الدولة من الغرق تحت مثل هذا البحر من الجرائم. ما الذي ينبغي القيام به؟ وقد تم إنشاء سوابق في ليون ومرسيليا وأماكن أخرى... وفي أورانج على وجه الخصوص، تم إنشاء لجنة من خمسة، بموجب مرسوم صادرعن الاتفاقية، والتي نجحت من خلال الاستغناء عن الرسميات المعتادة للمحامين والشهود في الحكم بالإعدام في غضون شهرين على 332 من أصل 591 شخصًا مثلوا أمامها. [بحاجة لمصدر]
كان الدافع وراء القانون أيضًا هو فكرة أن أعضاء الاتفاقية الذين دعموا جورج دانتون كانوا غير موثوقين سياسيًا - وهو رأي شارك فيه روبسبير وكوثون وسانت جوست وآخرون. لقد شعروا أن هؤلاء الأشخاص بحاجة إلى تقديمهم إلى العدالة بسرعة دون إجراء مناقشة كاملة في الاتفاقية نفسها. واعتبروا أن جان بيير أندريه عمار، على سبيل المثال، مشتبه به. [بحاجة لمصدر]

## اهداف القانون
- وسّع القانون نطاق المحكمة الثورية، التي أصبح بإمكانها من الآن فصاعدا النظر في قضايا "التشهير بالوطنية"، و"السعي إلى بث الإحباط"، و"نشر أخبار كاذبة"، و"إفساد الأخلاق، وإفساد الضمير العام، والإضرار بنقاء وطاقة الشعب". الحكومة الثورية"

- لقد فرض التزامًا فعليًا على جميع المواطنين بإدانة المشتبه بهم وتقديمهم إلى العدالة - "لكل مواطن صلاحية القبض على المتآمرين والمعادين للثورة وتقديمهم أمام القضاة". وعليه أن ينكر عليهم بمجرد علمه بهم. وكما أوضح كوثون للاتفاقية، "لكي يصبح المواطن مشتبهًا به، يكفي أن تتهمه الشائعات"[4]

- حددت المحاكمات في المحكمة الثورية بثلاثة أيام.[5]

- منعت المحكمة الثورية من استدعاء الشهود، أو من السماح لتوفير محامي الدفاع للمتهمين. كان على المحلفين أن يصدروا أحكامهم بالكامل على أساس الاتهام ودفاع المتهم نفسه.[2]

- على المحكمة أن تتوصل إلى حكم واحد فقط من حكمين محتملين - البراءة أو الإعدام.[2]

- ألغى القانون جميع التشريعات السابقة المتعلقة بنفس الموضوع. وبدون الصراحة، أزال هذا حصانة أعضاء الاتفاقية، التي كانت حتى ذلك الحين تحميهم من الاعتقال بإجراءات موجزة، واشترطت أن تصوت الاتفاقية نفسها على إحالة أي من أعضائها إلى المحاكمة.[6]

- ومن شأن هذا القانون أن يحرر المحاكم الثورية من سيطرة الاتفاقية، وأن يعزز إلى حد كبير موقف الجمهور الاتهامي من خلال الحد من قدرة المشتبه بهم على الدفاع عن أنفسهم. علاوة على ذلك، وسع القانون أنواع التهم التي يمكن توجيهها، بحيث أصبح أي انتقاد للحكومة جريمة.[7]

## أثر القانون
كان لقانون بريريال تأثير فوري على وتيرة عمليات الإعدام في ظل الإرهاب. أرتفع المعدل إلى سبعة عشر في بريريال وستة وعشرين في ميسيدور من متوسط خمس عمليات إعدام يوميًا في جرمينال. وهكذا افتتح القانون الفترة المعروفة باسم "الرعب الكبير". [بحاجة لمصدر]
| الشهر الجمهوري | المعدمين | المبرئين |
| -------------- | -------- | -------- |
| جرمينال        | 155      | 59       |
| فلوريال        | 354      | 159      |
| باريريال       | 509      | 164      |
| ميسيدور        | 796      | 208      |
| تيرميدور       | 342      | 84       |

## عواقب القانون
قوبلت المقترحات بالفزع عندما قدمت إلى الاتفاقية. ولم تراجع لجنة السلامة العامة النص قبل تقديمه، رغم أنه قدم باسم اللجنة نفسها. ولم يتم حتى إبلاغ لجنة الأمن العام بصياغة القانون.
أعرب بعض النواب عن عدم ارتياحهم إزاء رفع الحصانة عنهم، وطالبوا بتأجيل المناقشة حتى يمكن دراسة البنود. رفض روبسبير وطالب بإجراء مناقشة فورية. وبناءً على إصراره، تم التصويت على المرسوم بأكمله، بنداً بنداً. وفي اليوم التالي، 11 يونيو، عندما كان روبسبير غائبًا، طرح بوردون دو لواز وميرلين دو دوي تعديلاً يعلن حق الاتفاقية غير القابل للتصرف في عزل أعضائها. تم إقرار التعديل.
عاد روبسبير وكوثون غاضبين إلى الاتفاقية في اليوم التالي، 12 يونيو، وطالبا بإلغاء تعديل اليوم السابق. وجه روبسبير عددًا من التهديدات المبطنة واشتبك بشكل خاص خلال المناقشة مع جان لامبرت تالين. استجابت الاتفاقية لرغبات روبسبير وأعادت النص الأصلي للمرسوم الذي صاغه كوثون.
بدأ تالين وآخرون في وضع خطط للإطاحة بروبسبير مع تسارع وتيرة الإرهاب وشعور الأعضاء بالتهديد المتزايد. وبعد أقل من شهرين، في 27 يوليو، أطاح تالين ورفاقه بروبيسبير، وبدأوا رد الفعل التيرميدوري. [بحاجة لمصدر]
تم إلغاء قانون 22 بريريال في 1 أغسطس 1794، وتم القبض على أنطوان كوينتين فوكييه-تينفيل، الذي ترأس المحكمة الثورية، وتم إعدامه بالمقصلة فيما بعد.